# Ахенське озеро

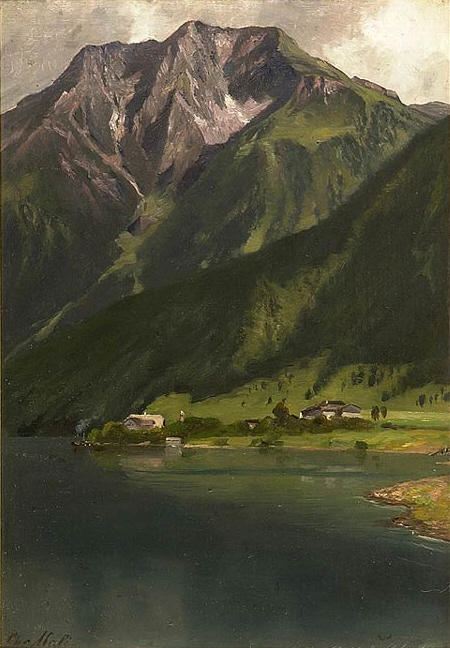
Ахензеє (картина Крістіана Малі)

Ахенське озеро (нім. Achensee) — найбільше з альпійських озер австрійського  Тіролю. Воно оточене крутими схилами гір висотою до 2000 м заввишки. Довжина озера 8 км, ширина від 1 до 2 км, а глибина до 133 метрів.
Вода в озері дуже чиста, придатна для пиття, а її прозорість досягає десяти метрів углиб. Температура води цього гірського озера рідко перевищує 20 °C. Завдяки своєму розміру і вітрам озеро прекрасно підходить для катання на вітрильниках і занять віндсерфінгом.
Вода з озера є ресурсом для роботи ГЕС Ахензее.

## Галерея

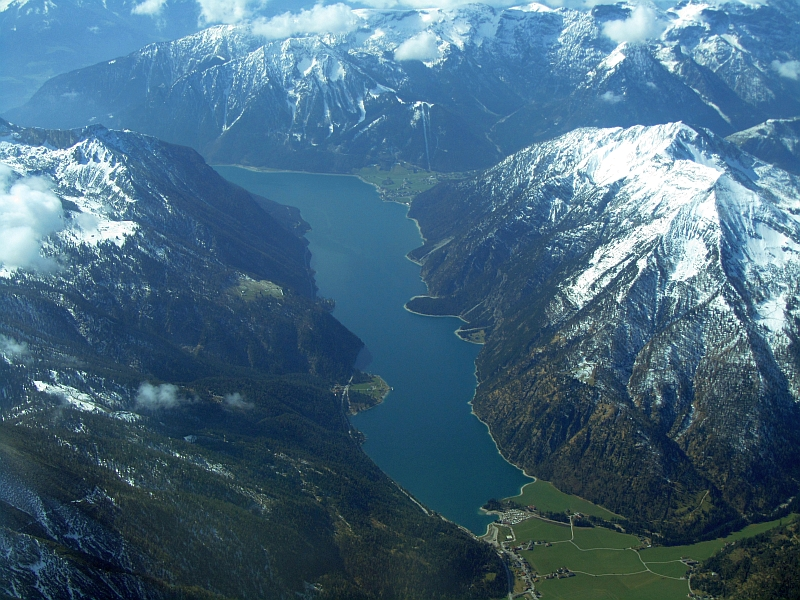
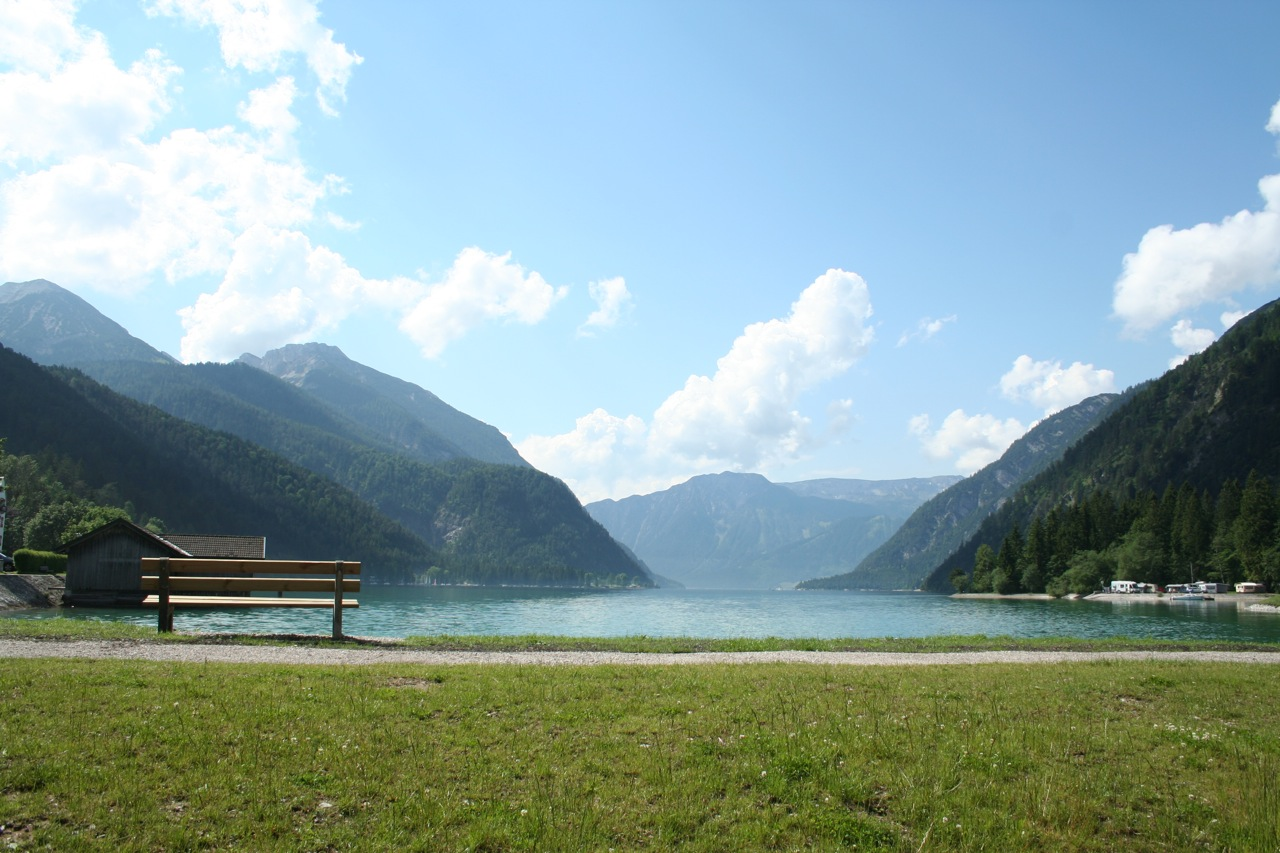
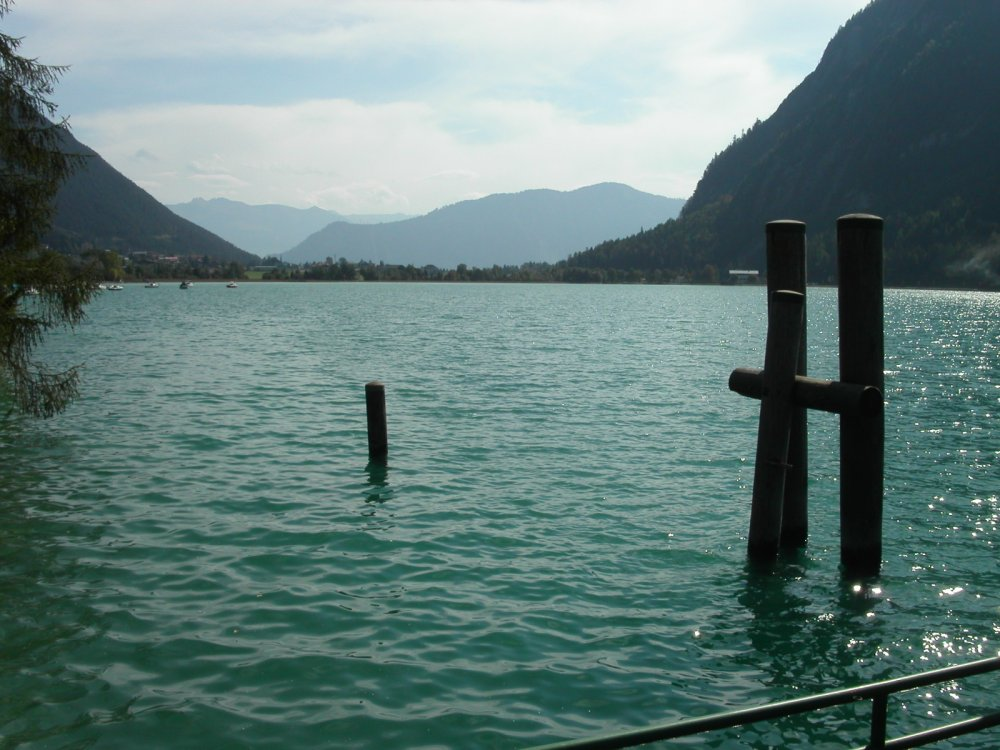
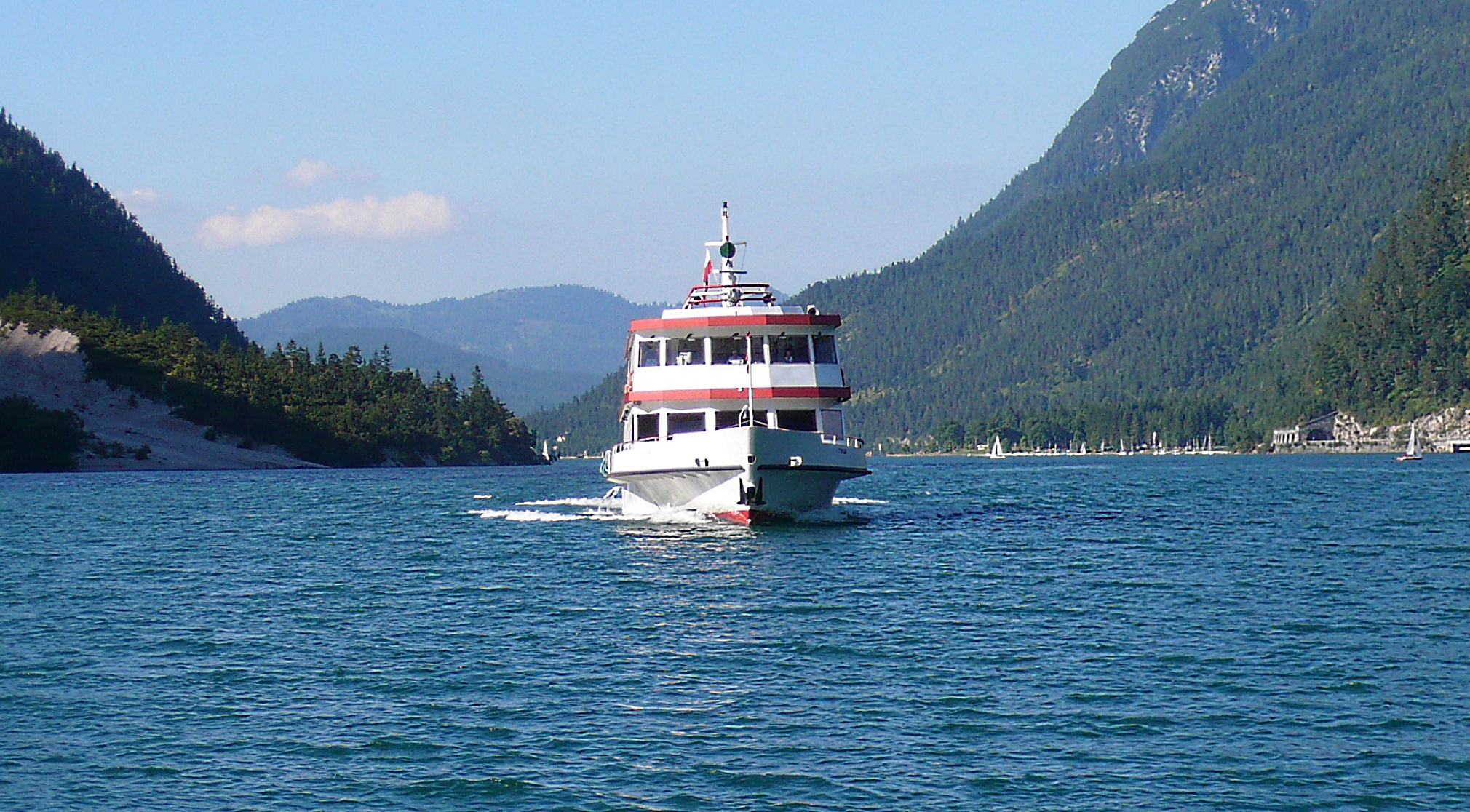
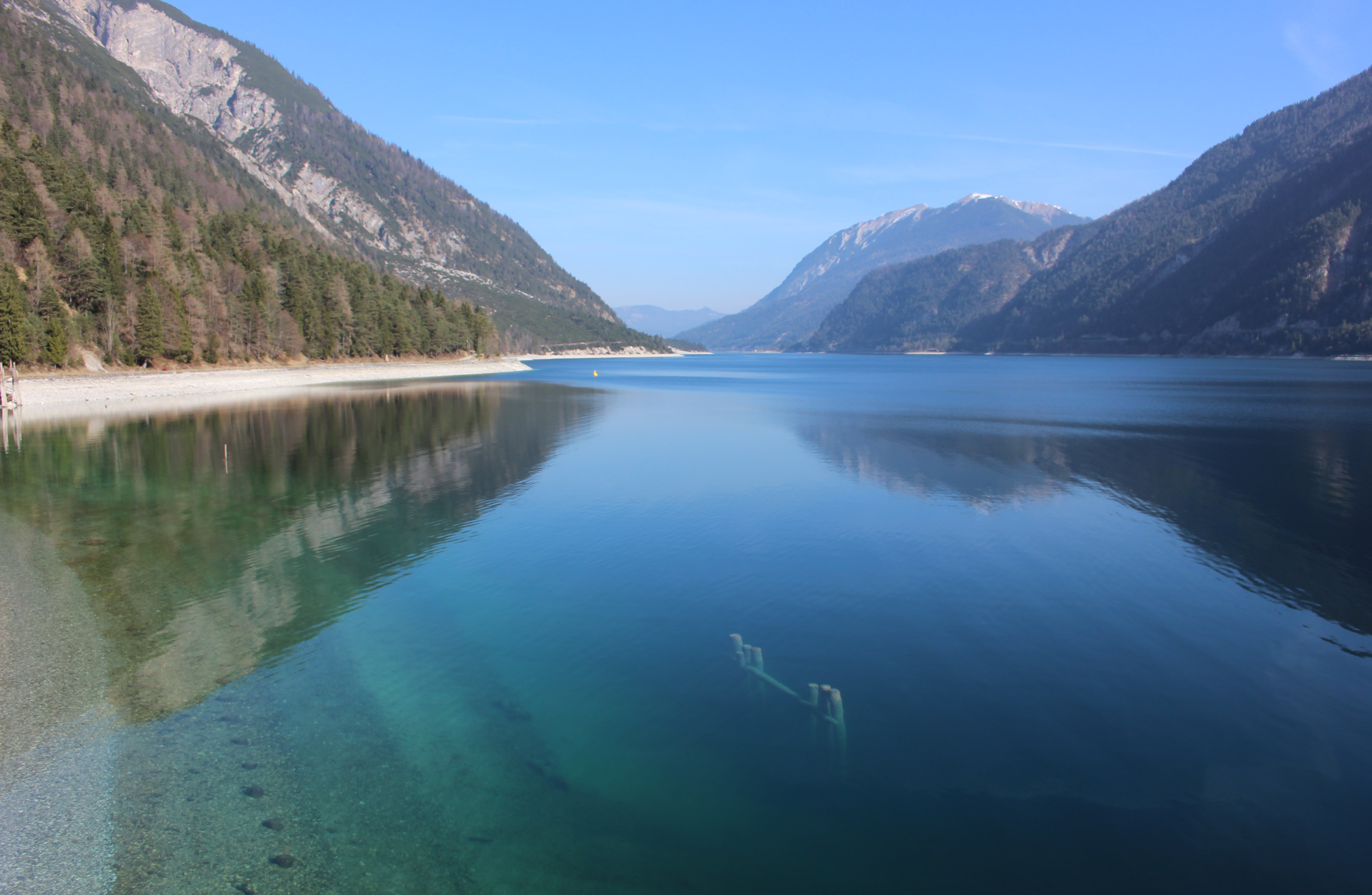